# راو فيوري
راو فيوري (بالإنجليزية: Raw Fury)‏، هي شركة سويدية لنشر ألعاب الفيديو، أسست سنة 2015م وتقع مقرها في العاصمة السويدية ستوكهولم.